# Kassai kerület
A Kassai kerület (szlovákul Košický kraj) közigazgatási terület Szlovákia délkeleti részén. Délről Magyarország, nyugatról a Besztercebányai kerület, északról az Eperjesi kerület, keletről Ukrajna határolja. 
 Területe 6753 km², lakóinak száma 766 012 fő (2001), székhelye Kassa (Košice). Lakosságának 11.2 százaléka, azaz 85 415 személy magyar nemzetiségű.
A kerület nyugati részén a Gömör–Szepesi-érchegység fekszik, keleten a Keletszlovákiai-alföld húzódik, mely a magyar Alföld északkeleti nyúlványa.
Fő folyói a Hernád, a Tarca, az Ondava, az Ung és a Laborc.

## Népessége
| Év:            | 1994.   | 2004.   | 2014.   | 2024.   |
| -------------- | ------- | ------- | ------- | ------- |
| Emberek száma: | 753 849 | 770 508 | 795 565 | 778 799 |
| Eltérés:       |         | +2,20 % | +3,25 % | -2,10 % |

| Év:            | 2023.   | 2024.   |
| -------------- | ------- | ------- |
| Emberek száma: | 779 073 | 778 799 |
| Eltérés:       |         | -0,03 % |

## Járások
A kerület a következő 11 járásból (okres) áll:
- Gölnicbányai járás (Okres Gelnica), székhelye Gölnicbánya (Gelnica)
- Iglói járás (Okres Spišská Nová Ves), székhelye Igló (Spišská Nová Ves)
- Kassai I. járás (Okres Košice I.), székhelye Kassa (Košice)
- Kassai II. járás (Okres Košice II.), székhelye Kassa (Košice)
- Kassai III. járás (Okres Košice III.), székhelye Kassa (Košice)
- Kassai IV. járás (Okres Košice IV.), székhelye Kassa (Košice)
- Kassa-vidéki járás (Okres Košice–okolie), székhelye Kassa (Košice)
- Nagymihályi járás (Okres Michalovce), székhelye Nagymihály (Michalovce)
- Rozsnyói járás (Okres Rožňava), székhelye Rozsnyó (Rožňava)
- Szobránci járás (Okres Sobrance), székhelye Szobránc (Sobrance)
- Tőketerebesi járás (Okres Trebišov), székhelye  Tőketerebes (Trebišov)